# Ansiães (Carrazeda de Ansiães)
Ansiães é uma antiga vila e sede de concelho em Portugal, abandonada no século XIX. O concelho obteve foral em 1075, tendo o estatuto de vila sido confirmado por alvará de D. João V de 6 de Abril de 1734.
Actualmente, as suas ruínas situam-se na freguesia de Lavandeira, Município de Carrazeda de Ansiães.
O pelourinho e a sede do concelho foram transferidos para Carrazeda de Ansiães.
Em local alto e panorâmico, ainda se conservam restos do castelo e de duas igrejas românicas.